# Шапкино (Тамбовская область)
Ша́пкино — село в Мучкапском районе Тамбовской области России. Административный центр Шапкинского сельсовета.

## География
Находится в юго-восточной части региона, в лесостепной зоне, в пределах Окско-Донской равнины,  близ впадения реки Исап (Волочилы) в реку Ворона.

### Климат
Климат умеренно континентальный, относительно сухой, с холодной продолжительной зимой и жарким летом. Среднегодовая температура воздуха — 4,5 °С. Средняя температура воздуха самого холодного месяца (января) — −11 °C (абсолютный минимум — −39 °C); самого тёплого месяца (июля) — 20,5 °C (абсолютный максимум — 40 °С). Среднегодовое количество атмосферных осадков варьирует в пределах от 400 до 450 мм. Продолжительность залегания снежного покрова составляет в среднем 134 дня.

## История
Село основано как населённый пункт станичной службы. Изначальное название — деревня Исапова. С 20-х годов XVIII века — село Шапкино. Впервые упомянуто в 1707 году. В документах Ландратской переписи 1710 года население — 78 человек. В 1736 году в Шапкино была освящена церковь Архангела Михаила. Новое здание каменной церкви села Шапкино Борисоглебского уезда открыто для богослужения в 1912 году. В 1816 году в селе проживали 2966 человек, в 1911 году — 7220 человек.
В 1938—1956 годах Шапкино — центр Шапкинского района.
27.12.2011 состоялась сессия депутатов Шапкинского сельского совета, на которой вариант герба села Шапкино единогласно утверждён. Исторически земли Шапкино расположены на месте слияния двух рек, что и стало основной идеей герба села. Геральдической фигурой — вилообразным крестом обозначено слияние двух рек: Вороны и Исап. Этимология слова Исап: от мордовского иса («ива») и окончания -ап, которое во многих языках означало «вода, река». Ивовая река. Веточка ивы символизирует изначальное название села — деревня Исапова. На землях Шапкино всегда жили свободные, сильные люди. И конь является символом свободы и силы. В золотом одеянии Святой Архистратиг Михаил с огненным мечом и щитом символизирует русское воинство, победу сил добра над силами зла. Село Шапкино основано в 1707 годы как населенный пункт станичной службы государства Российского. И первые люди села — служивые казаки, дети боярские. Синий, жёлтый, красный — цвета флага казачества и они являются основными цветами герба села Шапкино. Чёрная оконечность герба символизирует богатство земли Шапкинской.

## Население
В списке населенных мест по сведениям 1862 года, изданного центральным статистическим комитетом МВД, числится в селе Шапкино 592 дворов; 2384 мужского полу и 2380 женского полу населения. Всего: 4764 человека.
Волости и важнейшие селения Европейской России. Выпуск I. СПб., 1880. в селе Шапкино при рч. Исапе дворов 862 и жителей 6041.
Адрес-календарь и справочная книжка Тамбовской губернии на 1914 год. в селе Шапкино мужчин — 5217, женщин — 5305, всего — 11865.
Список населенных мест Тамбовской губернии (по данным всесоюзной переписи 1926 г.) Борисоглебский уезд. вып. 1., изд. Тамбовский губернский статистический отдел в селе Шапкино наличного населения: мужчин 4050, женщин 4994, всего обоего пола 9544.
| 2010 |
| ---- |
| 1481 |

## Инфраструктура
Шапкинская средняя школа в настоящее время Шапкинский филиал МБОУ Мучкапской СОШ и в здании школы находится Школьный музей истории и быта села Шапкино «Наследие».
Шапкинский сельский Дом культуры.
Шапкинская взрослая сельская библиотека расположена по адресу: с. Шапкино, ул. Интернациональная, 93 и в здании библиотеки находится Краеведческий музей русского деревенского быта «Деревня — колыбель Отечества»
Шапкинский историко-краеведческий музей «Истоки» находится в бывшем здании Шапкинского волостного правления и занимает площадь 180 м². Здание 19 века имеет историческое значение.
Шапкинская школа здоровья находится в бывшем здании Куйбышевской 8-й школы. Досуговый центр, где можно поиграть в шахматы и волейбол, сыграть в бильярд и настольный теннис, потренироваться на тренажерах, заняться конкретным видом спорта, просто найти здоровое общение.

## Спорт
В первых числах ноября каждого года по улицам села проходит легкоатлетический марафон «Мучкап-Шапкино-Любо!» на 42 километра 195 метров. В этот же день проходит забег на 1195 метров (сладкий забег). Участники марафона каждый год участвуют в посадке деревьев на аллее Марафонцев. На этой аллее планируется посадить 42195 деревьев.
В последние годы динамично развивается на территории села Шапкино бокс. Воспитанники из Мучкапского района — постоянные участники чемпионатов ЦФО и России среди юношей.
Шапкино является местом проведения всероссийских турниров по боксу:
- Турнир по боксу на приз генерала Н. А. Масликова (первые суббота и воскресенье февраля).
- Турнир по боксу памяти мастера спорта СССР П. Ф. Рыбина в сентябре.

Команда села Шапкино участница первых в истории отечественного спорта официальных соревнований по русской лапте. Они состоялись в сентябре 1957 г. в станице Динской, Пластуновского района Краснодарского края.

## Известные уроженцы и жители
- В тексте статьи про Шапкино в Тамбовской энциклопедии 2004 года: «…Изв. уроженцы и жители: засл. врач РФ А. В. Ганжа, доцент ТГУ Е. А. Ганжа, д-р техн. наук, проф. В. В. Горелов, канд. техн. наук О. Н. Машенков, засл. учитель РФ А. С. Самородов».
- Масликов, Николай Александрович (р. 1953) — генерал-майор, заместитель Главнокомандующего Воздушно-десантными войсками по тылу.
- Ганжа, Александра Васильевна (1919—2003) — заслуженный врач РСФСР, заведующая Шапкинской районной больницы.
- Горелов, Валерий Васильевич (р. 1943) — профессор, ректор научно-исследовательского института целлюлозно-бумажной промышленности г. Перми, кандидат технических наук.
- Горелов, Тимофей Георгиевич (1902—1990) — заслуженный врач РСФСР, персональный пенсионер республиканского значения, почетный член Всероссийского общества онкологов, почетный дипломант Всероссийского хорового общества, заведующий Михайловской районной больницы, с 2000 года онкологическому диспансеру г.Михайловка Волгоградской области присвоено имя Т.Г.Горелова
- Витютин, Сергей Николаевич (р. 1968) — предприниматель, меценат, краевед, почетный гражданин Мучкапского района Тамбовской области.
- Капичников, Иван Васильевич (р. 1952) — председатель Домодедовского городского суда, заслуженный юрист Российской Федерации с 2002 года.
- Морева, Мария Петровна (1926—2010) — заместитель председателя Краснодарского крайисполкома, 1-й секретарь горкома КПСС (Горячий Ключ), редактор-составитель Краснодарской Книги Памяти, Почетный гражданин Горячего ключа (1986), заслуженный работник культуры РФ (1996).
- Нартова (Немцова), Лидия Григорьевна — доктор педагогических наук, кандидат физико-математических наук, профессор, Преподаватель Московского авиационного института (МАИ).
- Самородов, Александр Степанович (1923—2007) — Заслуженный учитель школы РСФСР.

## Галерея
- «Ивовая река» — Исап. До озера Ильмень 1-й на картах обозначается как протока
- Памятник погибшим в годы Великой Отечественной войны
- Памятник В. И. Ленину в Центральном парке села
- Казачий центр — музей «Истоки» (до революции — здание Шапкинского волостного правления)
- Каменная церковь Архангела Михаила. Здание открыто для богослужения в 1912 году